# Rada Vranješević
 (juillet 2017).
Si vous disposez d'ouvrages ou d'articles de référence ou si vous connaissez des sites web de qualité traitant du thème abordé ici, merci de compléter l'article en donnant les références utiles à sa vérifiabilité et en les liant à la section « Notes et références ».
Rada Vranješević (serbe en écriture cyrillique : Рада Врањешевић, 25 mai 1918 - 26 mai 1944) est une militante politique yougoslave et une membre de la résistance en Bosnie pendant la Seconde Guerre mondiale.

## Biographie
Vranješević est née dans le village de Rekavice. Elle était une fille de Đorđe Vranješević, prêtre de l'Église orthodoxe serbe. Vranješević a fréquenté l'école primaire dans un village près de Prnjavor, et un gymnase à Derventa et Banja Luka. 
En 1933, elle a été inscrite dans une école de commerce et s'est associée à une organisation de jeunesse communiste. Vranješević n'a pas pu trouver d'emploi après avoir terminé ses études. Elle a officiellement rejoint le parti communiste en 1940. En mai 1941, elle est entrée dans le mouvement de résistance partisane. Elle était la membre fondatrice du Front antifasciste féminin de Bosnie-Herzégovine. Elle est décédée en 1944 dans la ville de Drvar.